# 문경 대승사 묘적암 나옹화상 영정
문경 대승사 묘적암 나옹화상영정(聞慶 大乘寺 妙寂庵 懶翁和尙影幀)은 대한민국 경상북도 문경시 산북면 전두리, 대승사에 있는 조선시대의 나옹화상 영정이다. 2008년 11월 3일 경상북도의 유형문화재 제408호로 지정되었다.

## 개요
이 불화의 주인공인 나옹화상(1320～1376)은 고려 말의 고승으로 보우(普愚)와 함께 조선시대 불교의 초석을 세운 위대한 고승으로 평가받고 있다. 묘적암은 그가 21세 때 출가하여 수행한 사찰이며, 조선 후기까지 불교의 성지로 부각되었다.
대승사 묘적암에 모셔진 이 나옹화상 영정은 화기(畵記)를 통해 1803년에 제작된 것을 알 수 있다. 화면에는 가사 장삼을 입은 나옹화상이 주장자를 들고 염주를 잡은 채 측면향으로 가부좌하고 있다. 고승 뒤로 용(龍) 장식이 화려한 불자(拂子)가 세워져 있으며, 바닥과 벽면이 구분되어 있다. 화면 왼쪽 위에는 주인공의 존호를 밝힌 영제(影題)가 적혀있고 맨 아래에 제작연대와 제작자를 밝힌 화기(畵記)가 있다. 왼쪽 어깨의 커다란 가사 고리가 금(金)으로 장식되어 있는 등 비교적 많은 양의 금(金)을 사용하고 있다. 이 불화는 제작연대를 알 수 있어 나옹화상 영정 연구에 기준작이 되는 중요한 자료라고 판단되므로 유형문화재(有形文化財)로 지정한다.

## 같이 보기
- 혜근

## 참고 자료
- 문경 대승사 묘적암 나옹화상 영정 - 국가유산청 국가유산포털